# Dorintosh
Dorintosh es un pueblo canadiense situado en la provincia de Saskatchewan.

## Superficie
Dorintosh tiene una superficie de 0,28 km².

## Demografía
En 2021, tenía 107 habitantes, una densidad poblacional de 376,1 hab./km², y 58 viviendas.